# Kosfalu
Kosfalu (1899-ig Kostelecz, szlovákul Kostolec) község Szlovákiában, a Trencséni kerületben, a Vágbesztercei járásban.

## Fekvése
Vágbesztercétőltól 8 km-re keletre fekszik.

## Története
A település első írásos említése 1430-ból származik.
A 18. század végén Vályi András így ír róla: „KOSZTELECZ. Kis tót falu Trentsén Várm. földes Urai G. Balassa, és G. Szapáry Uraságok, lakosai katolikusok, és más félék is, fekszik Zaszkaljehez nap keletre közel, határja soványas, vagyonnyai selejtesek, elgelője, fája, elég van.”
Fényes Elek 1851-ben kiadott geográfiai szótárában így ír a faluról: „Kosztelicz, Trencsén m. tót falu, Vágh Beszterczéhez északra egy mfd. 142 kath., 12 zsidó lak. Chocholnaihoz hasonló savanyu viz-forrással. F. u. b. Balassa, gr. Szapáry. Ut. p. Zsolna.”
A település a „Kosfalu” nevet a 19. század végi földrajznév-magyarosítási hullám során kapta. Ez a név azóta feledésbe merült, a helyi magyarok sem használják. A trianoni békéig Trencsén vármegye Vágbesztercei járásához tartozott.

## Népessége
| Év:            | 1994. | 2004.   | 2014.    | 2024.    |
| -------------- | ----- | ------- | -------- | -------- |
| Emberek száma: | 235   | 256     | 228      | 272      |
| Eltérés:       |       | +8,93 % | -10,93 % | +19,29 % |

| Év:            | 2023. | 2024.   |
| -------------- | ----- | ------- |
| Emberek száma: | 273   | 272     |
| Eltérés:       |       | -0,36 % |

1910-ben 148, túlnyomórészt szlovák lakosa volt.
2001-ben 254 szlovák lakosa volt.
2011-ben 238 lakosából 236 szlovák volt.

## Nevezetességei
- Természeti látványossága a mintegy 500 m hosszú Kosfalvi-völgy, egy sziklaszoros, mely a Kis- és Nagymanín hegyei közötti Maníni-völgy folytatása, különleges növény- és állatvilággal.